# Stapleford Tawney
Pour les articles homonymes, voir Stapleford.
Stapleford Tawney est un village et une paroisse civile de l'Essex, en Angleterre.